# Cap Murray
Le Cap Murray est un cap formant l'extrémité ouest de l'île de Murray, juste à côté de la côte ouest de la péninsule de Pefaur en Antarctique. Il s'étend du nord-est de la Baie Hughes au sud de Charlotte Bay. Tracé pour la première fois par une expédition antarctique belge dirigée par Adrien de Gerlache de 1897 à 1899, le Cap Murray est alors considéré comme étant relié au continent. Il est nommé par Adrien Gerlache, sans doute en hommage à Sir John Murray, zoologiste de la marine britannique et océanographe, également ardent défenseur de la recherche en Antarctique. 

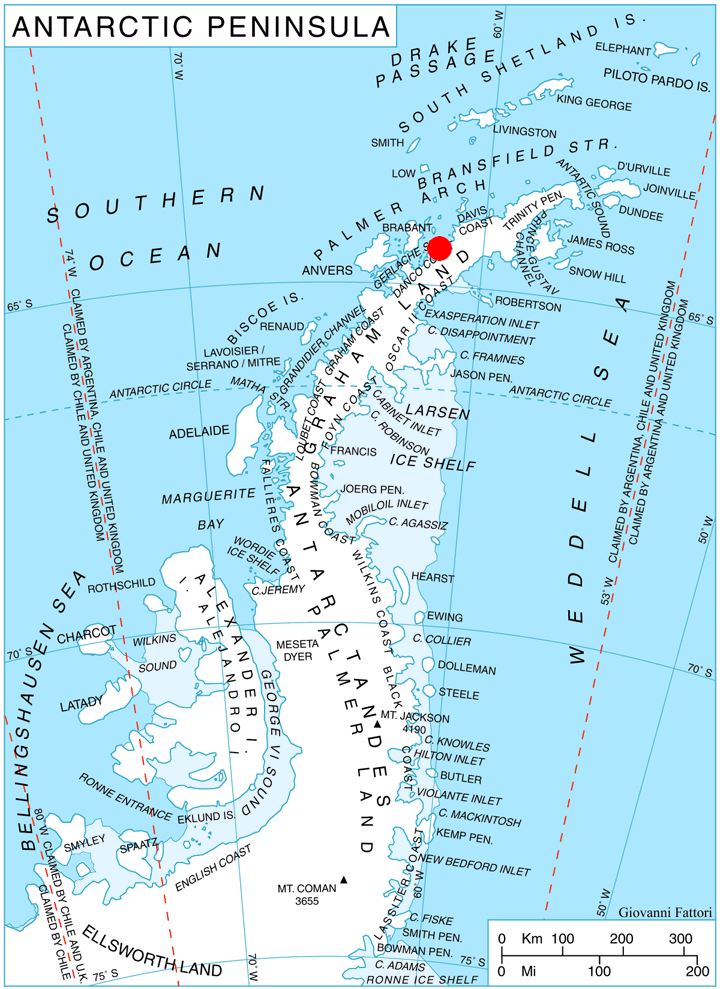
Localisation de la péninsule de Pefaur

## Localisation
Le Cap Murray est localisé au 64° 21′ 22″ S, 61° 36′ 55″ O. 